# Lars Rosengren (instrumentmakare)
Lars Rosengren, född 11 augusti 1796, död 31 juli 1847 i Jakobs församling, Stockholm, var en klavermakare i Stockholm verksam 1823–1847. 

## Biografi
1818 arbetade Rosengren som snickargesäll och flyttade till kvarteret Katthuvudet 12 i Maria Magdalena församling, Stockholm. 1825 flyttade familjen till kvarteret Pyramus 6 i Storkyrkoförsamlingen, Stockholm. 1839 flyttade familjen till kvarteret Oxhuvudet 6 i Klara församling. Bodde från 1845 i kvarteret Sparven 6 i Jakobs församling. Rosengren avled 31 juli 1847 i Jakobs församling, Stockholm.
Gifte sig med Maria Christina Öman (född 1788). De fick tillsammans barnen Fredrik Wilhelm (född 1820), Carl August (född 1821), Fredrika Wilhelmina (född 1822) och Christina Albertina (född 1826).

## Medarbetare och gesäller
- 1826–1827 – Georg Samuel Kahn (född 1808). Han var lärling hos Rosengren.
- 1826–1830 – August Lagerqvist. Han var lärling hos Rosengren.
- 1827–1830 – Fr. G. Scheppner (född 1800). Han var gesäll hos Rosengren.
- 1828–1830 – A. P. Wennerström (född 1801). Han var gesäll hos Rosengren.
- 1828–1830 – Per Adolf Nyström (född 1803). Han var lärling hos Rosengren.
- 1831 – Nyman (född 1814). Han var lärling hos Rosengren.
- 1831–1834 – Jonas Brodell (född 1810). Han var lärling hos Rosengren. Han blev senare orgelbyggarelev.
- 1832–1834 – C. A. Sjöholm (född 1814). Han var lärling hos Rosengren.
- 1833 – Carlström (född 1808). Han var gesäll hos Rosengren.
- 1835 – Johan Jacob Sahlgren (född 1817). Han var lärling hos Rosengren.
- 1836 – O. Ljungquist (född 1804). Han var gesäll hos Rosengren.
- 1836–1837 – O. Esping (född 1811). Han var gesäll hos Rosengren.
- 1837 – Okänd (född 1806). Han var gesäll hos Rosengren.
- 1839–1840 – Carl Johan Frans Holm (född 1820). Han var lärling hos Rosengren och blev 1840 gesäll.
- 1841 – Carl Albin Löfgren (född 1824). Han var gosse hos Rosengren.
- 1839–1841 – Johan Fredrik Carlberg (född 1818). Han var gesäll hos Rosengren.
- 1841–1842 – Erik Ferdinand Hagman (född 1821). Han var lärling hos Rosengren.
- 1843 – D. T. Widegren (född 1898). Han var gesäll hos Rosengren.